# Cuco-de-peito-castanho
Cuco-de-peito-castanho  (Cacomantis castaneiventris) é uma espécie de ave da família Cuculidae.
Pode ser encontrada nos seguintes países: Austrália, Indonésia e Papua-Nova Guiné.
Os seus habitats naturais são: florestas secas tropicais ou subtropicais e florestas de mangal tropicais ou subtropicais.